# Список аеропортів світу за кількістю злетів-посадок
Найбільш завантаженими аеропортами в світі за рухом літаків визначаються аеропорти з найбільшою кількістю сумарних рухів (дані надані Міжнародною Радою Аеропортів). Рух - посадка або зліт літака.

## Статистика за 2017 рік
Показники 2017 року Міжнародної Ради Аеропортів:
| Місце | Аеропорт                                  | Регіон                                         | Код      | Рух літаків | Зміна рангу | Зміна   |
| ----- | ----------------------------------------- | ---------------------------------------------- | -------- | ----------- | ----------- | ------- |
| 1.    | Аеропорт Гартсфілд-Джексон                | Атланта, Джоджія, США                          | ATL/KATL | 883,680     | ▬           | ▼ 1.73% |
| 2.    | Аеропорт О'Хара                           | Чикаго, Іллінойс, США                          | ORD/KORD | 860,049     | ▬           | ▼ 1.24% |
| 3.    | Аеропорт Лос-Анджелеса                    | Лос-Анджелес, Каліфорнія, США                  | LAX/KLAX | 702,432     | ▬           | ▲ 1.85% |
| 4.    | Аеропорт Даллас - Форт-Верт               | Коппел, Ейлес, Грейпвайн та Ірвінг, Техас, США | DFW/KDFW | 655,287     | ▬           | ▼ 3.03% |
| 5.    | Столичний аеропорт Пекіна                 | Чаоян-Шуньї, Пекін, КНР                        | PEK/ZBAA | 595,686     | ▬           | ▼ 1.21% |
| 6.    | Міжнародний аеропорт Денвер               | Денвер, Колорадо, США                          | DEN/KDEN | 575,735     | ▬           | ▲ 2.43% |
| 7.    | Міжнародний аеропорт імені Бена Дугласа   | Шарлотт, Північна Кароліна, США                | CLT/KCLT | 553,555     | ▬           | ▲ 1.54% |
| 8.    | Аеропорт Амстердам-Схіпгол                | Гарлемермер, Північна Голландія, Нідерланди    | AMS/EHAM | 512,496     | ▲ 1         | ▲ 4%    |
| 9.    | Аеропорт Шанхай Пудун                     | Пудун, Шанхай, КНР                             | PVG/ZSPD | 493,286     | ▲ 1         | ▲ 3.8%  |
| 10.   | Міжнародний аеропорт імені Шарля де Голля | Париж, Франція                                 | CDG/LFPG | 481,914     | ▲ 1         | ▲ 0.7%  |
| 11.   | Міжнародний аеропорт «Торонто-Пірсон»     | Місісага, Онтаріо, Канада                      | YYZ/CYYZ | 465,555     | ▬           | ▲ 2.0%  |

## Статистика за 2016 рік
Показники 2016 року Міжнародної Ради Аеропортів:
| Місце | Аеропорт                                  | Регіон                                         | Код      | Рух літаків | Зміна рангу | Зміна  |
| ----- | ----------------------------------------- | ---------------------------------------------- | -------- | ----------- | ----------- | ------ |
| 1.    | Аеропорт Гартсфілд-Джексон                | Атланта, Джоджія, США                          | ATL/KATL | 898,356     | ▬           | ▲ 1.8% |
| 2.    | Аеропорт О'Хара                           | Чикаго, Іллінойс, США                          | ORD/KORD | 867,365     | ▬           | ▼ 0.9% |
| 3.    | Аеропорт Лос-Анджелеса                    | Лос-Анджелес, Каліфорнія, США                  | LAX/KLAX | 697,138     | ▲1          | ▲ 6.3% |
| 4.    | Аеропорт Даллас - Форт-Верт               | Коппел, Ейлес, Грейпвайн та Ірвінг, Техас, США | DFW/KDFW | 672,748     | ▼           | ▼ 1.3% |
| 5.    | Столичний аеропорт Пекіна                 | Чаоян-Шуньї, Пекін, КНР                        | PEK/ZBAA | 606,686     | ▬           | ▲ 2.7% |
| 6.    | Міжнародний аеропорт Денвер               | Денвер, Колорадо, США                          | DEN/KDEN | 565,503     | ▬           | ▼ 4.5% |
| 7.    | Міжнародний аеропорт імені Бена Дугласа   | Шарлотт, Північна Кароліна, США                | CLT/KCLT | 545,742     | ▬           | ▲ 0.3% |
| 8.    | Міжнародний аеропорт МакКарран            | Лас-Вегас, Невада, США                         | LAS/KLAS | 541,428     | ▬           | ▲ 2.1% |
| 9.    | Аеропорт Амстердам-Схіпгол                | Гарлемермер, Північна Голландія, Нідерланди    | AMS/EHAM | 496,256     | ▲ 4         | ▲ 6.6% |
| 10.   | Аеропорт Шанхай Пудун                     | Пудун, Шанхай, КНР                             | PVG/ZSPD | 479,902     | ▲ 5         | ▲ 6.8% |
| 11.   | Міжнародний аеропорт імені Шарля де Голля | Париж, Франція                                 | CDG/LFPG | 479,199     | ▬           | ▲ 0.7% |
| 12.   | Аеропорт Лондон-Хітроу                    | Лондон, Англія, Велика Британія                | LHR/EGLL | 474,983     | ▬           | ▲ 0.2% |
| 13.   | Міжнародний аеропорт «Торонто-Пірсон»     | Місісага, Онтаріо, Канада                      | YYZ/CYYZ | 456,536     | ▬           | ▲ 2.8% |